# Sociedad Cooperativa de Vivienda Unión Palo Alto

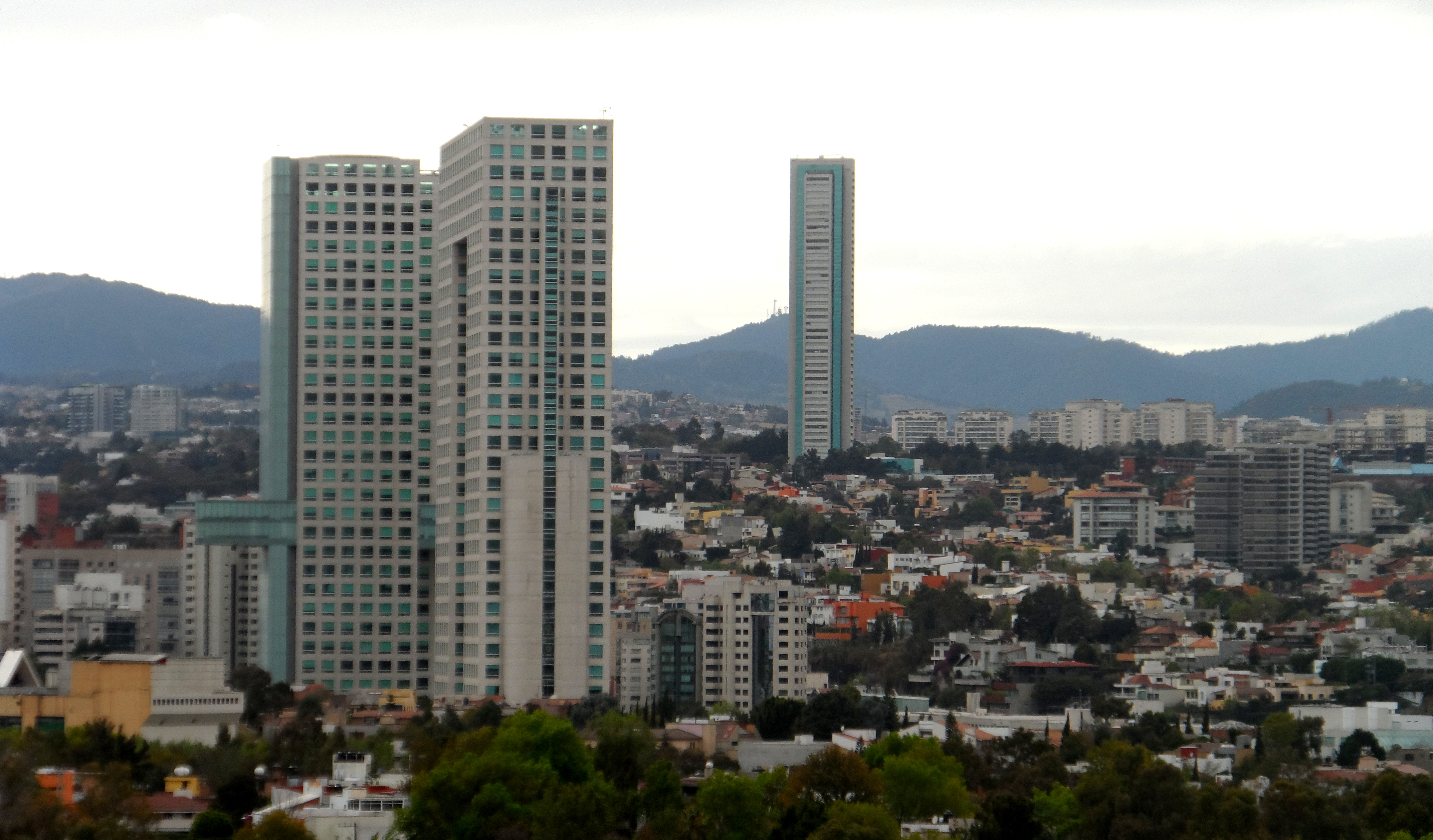
Corporativo Arcos Bosques en Santa Fe, Ciudad de México

La Sociedad Cooperativa de Vivienda Unión Palo Alto es una sociedad mercantil organizada e integrada por habitantes de la colonia Palo Alto localizada al poniente de la Ciudad de México en la Alcaldía Cuajimalpa de Morelos. Su organización se basa en los principios del cooperativismo de solidaridad, esfuerzo propio y ayuda mutua con el objetivo de satisfacer la necesidad de vivienda en la comunidad en la que hoy viven sus habitantes.

## Historia y problemática
La Cooperativa de Vivienda Unión Palo Alto tiene su origen en la década de los treinta cuando poblaciones migrantes de los estados de Michoacán, Puebla, Querétaro y el Estado de México se asentaron alrededor de una mina de arena, lugar donde les permitían trabajar y vivir. Cuando la mina dejó de ofrecer trabajo a estas poblaciones, sus habitantes se vieron presionados para desalojar, sin embargo, cientos de familias se organizaron y se constituyeron en Cooperativa dando inicio así a la lucha legal por ese territorio. Para 1972, con el apoyo de un grupo de vecinos de la colonia de las Lomas, el activismo de dos jóvenes trabajadoras sociales y la figura de un profesor y párroco conocido como Rodolfo Escamilla—miembro del entonces llamado Secretariado Social Mexicano— logran su objetivo y, ya organizados, definieron un área de 4.6 hectáreas destinadas para el desarrollo de vivienda, servicios y equipamientos para los miembros de la Cooperativa,  acompañados de la participación del Centro Operacional de la Vivienda y el Planeamiento A.C. (COPEVI) como asesor técnico del proyecto en su diseño y construcción.
Por su parte, el gobierno local y en conjunto con grandes inmobiliarias, años más tarde definirían esta zona como un potencial polo de desarrollo económico en la Ciudad, cuyos permisos para la construcción de grandes proyectos inmobiliarios como el de Santa Fe, intensificó la exclusión de poblaciones que se encontraban ya asentadas en la zona.
De esta manera, la Cooperativa de Vivienda Unión Palo Alto como modelo autoorganizativo y autogestivo para la urbanización popular versus el desarrollo inmobiliario, se enfrenta a diversas problemáticas entre las que destacan la constante presión por las grandes constructoras para adquirir la zona donde se encuentra instaurada la Cooperativa de vivienda, la especulación inmobiliaria que rodea a habitantes y constructores, y en años recientes, un conflicto legal iniciado por 42 familias disidentes que buscan individualizar la propiedad, pues, en el sistema cooperativista, la titularidad es colectiva, por lo tanto, legalmente la individualización no es posible. De esta manera, la promoción de un juicio de liquidación de la Cooperativa mantiene la disputa territorial y el conflicto legal vigente.

## Percepciones de Palo Alto
Este caso emblemático más conocido como Palo Alto, representa un modelo de producción social del hábitat que se contrapone al modelo inmobiliario capitalista impuesto en el desarrollo urbano de la Ciudad de México en el siglo XX. Diversos trabajos e investigaciones se han encargado de documentar este proceso, que resalta los testimonios y las historias de las actoras y los actores que formaron parte de la pugna social y territorial antes, durante y después de la conformación de la Cooperativa de vivienda, además, el de aquellos que aún continúan en el proceso de defensa de ese territorio y de esa organización solidaria.
El corto documental realizado en 2018 por Virginia Negro y Livia Radwanski  México, la batalla de Palo Alto   muestra parte de los testimonios orales de algunos de los pobladores originales, cuya memoria colectiva y experiencias sobre el proceso de organización y consolidación de la cooperativa —a través de estos testimonios en particular— dan cuenta del camino recorrido de estos pobladores iniciales,  las condiciones en que esta población habitaba y como se apropiaron del territorio resistiendo a la posibilidad de desalojo y a la presencia de los imponentes desarrollos inmobiliarios. Además, muestra la opinión de una experta en el tema que explica como la construcción de un nuevo desarrollo junto a esta colonia vulnera aún más la situación de Palo Alto y sus habitantes, quiénes expresan su percepción y sentir acerca de lo que implica la presencia de este nuevo proyecto.